# Idaea subsericata
Idaea subsericata là một loài bướm đêm trong họ Geometridae.